# 富山市ストリートスポーツパーク
富山市ストリートスポーツパーク（とやましストリートスポーツパーク）は、富山県富山市婦中町下轡田759-1にある、日本最大級のストリートスポーツ施設である。

## 概要
イタイイタイ病に伴い発生したカドミウム汚染田の復元に使う土砂置き場だった土地に2014年5月1日に竣工。総面積は5,400m2。スケートボード、インラインスケート、BMXが楽しめるスケートゾーン、クライミングウォールがあるボルダリングゾーン、ステージのあるダンスゾーンが存在する。
当初は日医工が命名権を所得し『NIXSスポーツアカデミー』の名称を使用していたが、2023年2月15日に当施設の設計を担当した新日本コンサルタントが命名権の契約をネーミングライツ料200万円にて締結した、これにより同年1月1日から2032年3月31日まで、『NiXストリートスポーツパーク』の愛称が使用される。

## 交通アクセス
- 富山駅からバスで約30分、国道359号バス停『中央植物園口』下車後、徒歩5分[1]。
- 富山空港からタクシー約15分[1]。
- E8北陸自動車道富山インターチェンジから車で約15分、普通車109台、マイクロバス2台分の無料駐車場あり[1]。